# ハッピートゥモロー
ハッピートゥモローは、2000年4月3日 - 2002年10月4日に放送された、文化放送の平日午前帯ラジオワイド番組。

## 概要
かつて文化放送の深夜ワイド番組『セイ!ヤング』のパーソナリティを務めた野末陳平が同局の生ワイド番組に復帰。
パートナーは寺ちゃんこと寺島尚正アナウンサーとアシスタントの藤木姫こと藤木千穂アナウンサーのトリオが担当した。

## パーソナリティ
- 野末陳平
- 寺島尚正（文化放送アナウンサー(当時)）
- 藤木千穂（同上）
- 湯浅美和子

## 略歴
- 2000年4月 - 2002年3月『陳平・寺ちゃんのハッピートゥモロー』として放送開始。2002年3月末で寺島が降板。陳平、藤木アナの2人での放送となる。
- 2002年4月 - 2002年10月『陳平・藤木姫のハッピートゥモロー』にリニューアル。
- 2002年10月7日より、野村邦丸（文化放送アナウンサー(当時)）がパーソナリティを務める『野村邦丸のごきげん!二重丸◎』が当番組の後番組として放送開始。

## 放送時間
- 月 - 金曜 10:00 - 13:00

（『ホリデースペシャル』や『キユーピー・メロディホリデー』などの特番編成時は休止、もしくは時間枠縮小で放送された）

## コーナー
- 人生訓
- 家族百景
- 藤木姫のメル友集まれ!
- 寺ちゃんの飛び出せ! ハッピータウン（2002年10月7日以降は『野村邦丸のごきげん!二重丸◎』に内包）
- 東急ストア ママ大学 ハッピーリクエスト
- 純喫茶・谷村新司（NRN系 全国ネット）
- NEWS NOW（昼のニュース枠。12:01 - 12:10に放送）
- ランチタイム リクエスト（ - 2002年3月）
- 首都圏情報（神奈川、埼玉、千葉の各県警からの交通情報と各地域毎のイベント情報）

## テーマ曲
- オープニングテーマ：「チン・チン・ルンバ」ジャック・コリエ楽団
- エンディングテーマ：